# Longkotan
Longkotan is een bestuurslaag in het regentschap Dairi van de provincie Noord-Sumatra, Indonesië. Longkotan telt 1527 inwoners (volkstelling 2010).